# Alejandro Veciana
Alejandro José Veciana (* 1962 in Frankfurt am Main) ist ein deutsch-spanischer Gitarrist, Komponist und Lehrer. Von 1985 bis 2001 war er Mitglied der Band Habakuk.

## Leben
Veciana ist Sohn eines spanischen Vaters und einer deutschen Mutter. Als er 5 Jahre alt war, zog die Familie nach Barcelona in Spanien. Mit etwa 16 Jahren nahm er Stunden in Harmonie- und Kompositionslehre. Er studierte ab 1981 am Hoch’schen Konservatorium in Frankfurt am Main Gitarre und Tonsatz, ab 1983 Schulmusik an der Hochschule für Musik und Darstellende Kunst Frankfurt am Main mit Gitarre als Hauptfach und mit den Schwerpunktfächern Kontrapunkt, Tonsatz und Harmonielehre. In den Jahren 1985 bis 2001 war er als Gitarrist, Komponist und Arrangeur Mitglied der Gruppe Habakuk. In Zusammenarbeit mit dem Textautor Eugen Eckert entstanden mehr als 80 NGL-Lieder (Neues Geistliches Lied). Danach komponierte er zeitweilig klassische Gitarrenstücke. Veciana schreibt Popsongs mit eigenen deutschen Texten. Im Jahr 2018 veröffentlichte er das Album Ich lasse los!
Alejandro Veciana unterrichtet seit 1996 an einer Gesamtschule in Hanau die Fächer Musik und Spanisch.

## Diskographie
Mit Habakuk
- Wasserspiegel (1987)
- Alles, Was Lebt (1989)
- Alles Hat Seine Zeit (1997)

Als Alejandro Veciana
- Ich lasse los! (2018)

## Schriften
- Die Woche (Der Rhythmus des Lebens). Broschüre, Dehm Verlag e.K. (7. November 2013). ISBN 3943302105 bzw. ISBN 978-3943302103